# Кључевица
Кључевица (словен. Ključevica) је насељено место у општини Трбовље, Засавска регија, Словенија.

## Историја
До територијалне реорганизације у Словенији била је у саставу старе општине Трбовље.

## Становништво
У попису становништва из 2011. године, Кључевица је имала 28 становника.
| Број становника према пописима | Број становника према пописима | Број становника према пописима |
| ------------------------------ | ------------------------------ | ------------------------------ |
| 1991                           | 2002                           | 2011                           |
| 25                             | 25                             | 28                             |

Напомена: Смањено за део насеља који је спојен са некадашњим насељем Матица у ново самостално насеље Жупа.